# マテオ・グラッソト
マテオ・グラッソト（Matteo Grassotto、1980年3月14日 − ）はイタリアのレーシングドライバー。

## 経歴

### フォーミュラ・ルノー
グラッソトは1998年のイタリア・フォーミュラ・ルノーでシリーズ2位を獲得し、2000年にはフォーミュラ・ルノー2000に昇格。ヨーロッパ全体のシリーズでは、フェリペ・マッサとチャールズ・ズウォルズマン・ジュニアに次ぐ2勝をあげ、シリーズ3位でフィニッシュし、イタリアのシリーズでも4レースドライブして、表彰台も1回獲得した。

### フォーミュラ3
グラッソトは2001年にドイツ・フォーミュラ3に参戦し、最終ドライバーズランキングで11位でフィニッシュした。

### フォーミュラ3000
グラッソトは2002年と2003年フロントランナーでユーロフォーミュラ3000で活躍した後、同胞のラファエル・ジャンマリアの代役で、2004年の国際F3000シリーズに移った。彼はデビューでポイント圏内の8位を獲得したが、次のレースではリタイアした。 2005年のGP2シリーズでドライブを得ることができなかったため、彼はイタリアのF3000に1レースに出場した。

## レース記録

### 国際F3000選手権
| 年     | エントラント   | 1   | 2   | 3   | 4   | 5   | 6   | 7   | 8   | 9     | 10      | DC   | ポイント |
| ------ | -------------- | --- | --- | --- | --- | --- | --- | --- | --- | ----- | ------- | ---- | -------- |
| 2004年 | AEZ レーシング | IMO | CAT | MON | NUR | MAG | SIL | HOC | HUN | SPA 8 | MNZ Ret | 18位 | 1        |